# Kelley Roos
Pour les articles homonymes, voir Roos.
Kelley Roos, pseudonyme du couple marié William Roos (1911-1987) et Audrey Kelley (1912-1982), est un auteur américain de roman policier.

## Biographie
William Roos et Audrey Kelley se rencontrent dans les années 1930 alors qu’ils suivent tous deux un cours de diction dans l’espoir de faire une carrière à la scène. Ils jouent d’abord sur un show-boat des rives de l’Ohio avant de décrocher de petits rôles à New York. Ils se marient à cette époque.
Pendant la Deuxième Guerre mondiale, ils adoptent le pseudonyme de Kelley Roos pour se lancer dans l’écriture de romans policiers. Made Up to Kill (1940), le premier roman de la série mettant en scène le couple Jeff et Haila Troy, se déroule dans les coulisses d'un théâtre et obtient un succès immédiat. Jeff, un photographe, et Haila, une ancienne actrice, se trouvent ensuite mêlés à une douzaine de whodunits classiques, mâtinés de comédie, livrés par Kelley Roos sous forme de romans ou de longues nouvelles. La notoriété des Troy est telle qu'ils sont incarnés dès 1942 par Brian Aherne et Loretta Young dans le film hollywoodien Une nuit inoubliable de Richard Wallace, puis, en 1950, à la télévision, par Robert Sterling et Virginia Gilmore. Le titre le plus connu de la série, L’Ombre d’une chance, connaît également une adaptation cinématographique intitulée Scent of Mystery et réalisée par Jack Cardiff sur un scénario de William Roos qui en retire toutefois les Troy et déplace l’intrigue en Espagne. Après avoir mis fin à la série des Troy, en 1966, Kelley Roos signe plusieurs romans policiers orientés vers le thriller.
En 1960, Audrey Roos reçoit un Prix Edgar-Allan-Poe du meilleur roman adapté 1960 pour une adaptation La Chambre ardente (The Burning Court) de John Dickson Carr.
William Roos a par ailleurs signé seul quelques pièces de théâtre et comédies musicales, dont certaines montées avec plus ou moins de succès sur Broadway.
Audrey Kelley Roos est morte d’un cancer sur l’île de Martha's Vineyard le 11 décembre 1982. William Roos lui survit à peine quatre ans et meurt le 13 mars 1987.

## Œuvre

### Romans

#### SérieJeff et Haila Troy
- Made Up to Kill ou Made Up for Murder (1940) Publié en français sous le titre Panique en coulisses, Denoël, coll. Oscar no 2, 1952
- If the Shroud Fits ou Dangerous Blondes (1941) Publié en français sous le titre Cadavres à Manhattan, Éditions du Scorpion, coll. Les Romans noirs, 1950
- The Frightened Stiff (1942) Publié en français sous le titre La Chair de poule, Denoël, coll. Oscar no 3, 1952 ; réédition, Paris, ZED, coll. Haute Tension no 13, 1963
- Sailor, Take Warning! (1944) Publié en français sous le titre Prends garde, matelot !, Denoël, coll. Oscar no 19, 1953
- There Was a Crooked Man (1945)
- Ghost of a Chance (1947) Publié en français dans une nouvelle traduction sous le titre L’Ombre d’une chance, Genève, Ditis, coll. Détective-club-Suisse no 82, 1952 ; réédition, Paris, Ditis, coll. Detective Club no 51, 1952 ; réédition, Paris, Ditis, coll. La Chouette no 52, 1957 ; réédition, Paris, J'ai lu policier no 63, 1968 ; réédition, Paris, Librairie des Champs-Élysées, Le Masque no 2110, 1992
- Murder in Any Language (1948)
- One False Move (1966)

#### Autres romans policiers
- The Blonde Died Dancing ou She Died Dancing (1956) Publié en français sous le titre Valse blonde, Presses de la Cité, Un mystère no 357, 1957
- Requiem for a Blonde ou Murder, Noon and Night (1959) Publié en français sous le titre La 7e Blonde, Plon, coll. Nuit blanche no 6, 1962 ; réédition, Paris, Presses de la Cité, coll. Punch 2e série no 38, 1976
- Grave Danger (1965)
- Necessary Evil (1965) Publié en français sous le titre Portrait à bout portant, Presses de la Cité, Un mystère, 2e série no 10, 1966
- Cry in the Night (1966)
- Who Saw Maggie Brown? (1967) Publié en français sous le titre Qui a vu Maggie Brune ?, Presses de la Cité, Un mystère, 2e série no 89, 1968
- To Save His Life (1968)
- Suddenly One Night (1970)
- What Did Hattie See? (1970) Publié en français sous le titre Voyez le tableau !, Gallimard, Série noire no 1417, 1971
- Bad Trip (1971) Publié en français sous le titre Le Sale Voyage, Gallimard, Série noire no 1490, 1972
- Murder on Martha’s Vineyard (1981)

#### Autres romans policiers signés Audrey et William Roos
- Speaking of Murder (1957), adaptation romancée de leur pièce de théâtre Publié en français sous le titre La Femme et le Rôdeur, Gérard, Marabout no 214, 1959
- A Few Days in Madrid (1965) Publié en français sous le titre Rapt à Madrid, Plon, coll. Espionnage no 23, 1967

#### Roman non-policier signé William Roos
- The Hornet's Longboat (1940)

#### Novelisation
- Scent of Mystery (1959), novelisation du scénario tiré du roman Ghost of a Chance. Publié en français sous le titre La Minute du parapluie, Plon, coll. Nuit blanche no 30, 1963 ; réédition, Paris, Presses de la Cité, coll. Punch 2e série no 43, 1977

### Nouvelles

#### Recueil de nouvelles de la sérieJeff et Haila Troy
- Triple Threat ou Beauty Marks the Spot (1951)

#### Nouvelles de la sérieJeff et Haila Troy
- Two Over Par (1949)
- Murder Amond Ladies (1950)
- Final Performance (1951)

#### Autres nouvelles
- Deadly Detour (1952)
- One Victim Too Many (1953)
- Scream in the Night (1953)
- The Case of the Hanging Gardens (1954)
- Case of the Beautiful Body (1961)
- Death Waits in the Dark Room (1963)
- Murder Underground (1966)
- The "Watch Out!" Girls (1968)
- Murder in the Antique Car Museum (1970)
- Death is a Trooper (1980)

### Pièce de théâtre signées William Roos
- Triple Play (1937)
- The Life of Reilly (1942)
- January Thaw (1946)
- Boy Wanted (1947)
- Ellery Queen's The Four of Hearts Mystery (1948), adaptation scénique du roman Le Quatre de cœur de Ellery Queen
- As the Girls Go (1948), comédie musicale
- Courtin’ Time (1951), comédie musicale
- Belles on Their Toes (1952)
- Speaking of Murder (1956)

## Adaptations

### Au cinéma
- 1942 : Une nuit inoubliable, film américain de Richard Wallace, avec Brian Aherne et Loretta Young dans les rôles de Jeff et Haila Troy.
- 1943 : Dangerous Blondes, film américain de Leigh Jason, avec Allyn Joslyn et Evelyn Keyes dans les rôles de Barry et Jane Craig
- 1959 : Voulez-vous danser avec moi ?, film français de Michel Boisrond, d’après le roman The Blonde Died Dancing, avec Brigitte Bardot
- 1960 : Scent of Mystery, film américain de Jack Cardiff, avec Denholm Elliott et Peter Lorre (Le scénario est signé William Roos d'après le roman L'Ombre d'une chance.)

### À la télévision
- 1950 : There Was a Crooked Man, épisode 41, saison 2, de la série télévisée américain de Studio One, d'après le roman homonyme, avec Robert Sterling et Virginia Gilmore dans les rôles de Jeff et Haila Troy.
- 1960 : The Burning Court, épisode 2, saison 1, de la série télévisée américain de Down Hour of Great Mysteries, d'après le roman La Chambre ardente de John Dickson Carr, avec Barbara Bel Geddes, Robert Lansing et George C. Scott. (Le scénario est signé Audrey Roos)
- 1971 : Amnésie totale (Dead Men Tell No Tales), téléfilm américain de Walter Grauman.

## Prix et distinctions
- Edgar du meilleur épisode d'une série télévisée décerné à The Burning Court par Audrey Roos de la série Dow Hour of Great Mysteries, adaptation du roman La Chambre ardente de John Dickson Carr.